# Worcester Sharks
Worcester Sharks var ett amerikanskt professionellt ishockeylag som spelade i American Hockey League (AHL) mellan 2006 och 2015. Laget spelade sina hemmamatcher i DCU Center i Worcester i Massachusetts. Laget hade dessförinnan varit Cleveland Barons innan det blev flyttad till Worcester av ägaren San Jose Sharks (NHL) i syfte att laget skulle vara Worchester Sharks. År 2015 lades laget ned i syfte att flytta det till San Jose Sharks hemstad San Jose i Kalifornien för att vara San Jose Barracuda.
De var farmarlag till sin ägare San Jose Sharks.
Spelare som spelade för laget var bland andra Matthew Carle, Jonathan Cheechoo, Logan Couture, Jason Demers, Barclay Goodrow, Josh Gorges, Yanni Gourde, Tomáš Hertl, Claude Lemieux, Douglas Murray, Sandis Ozoliņš, Joe Pavelski och Marc-Édouard Vlasic.